# Laurepa perennans
Laurepa perennans är en insektsart som beskrevs av Otte, D. och Perez-gelabert 2009. Laurepa perennans ingår i släktet Laurepa och familjen syrsor. Inga underarter finns listade i Catalogue of Life.